# 瀬戸大橋
瀬戸大橋（せとおおはし）は、本州の岡山県倉敷市と四国の香川県坂出市を結ぶ10の橋の総称である。瀬戸内海をまたぐ本州四国連絡橋の児島・坂出ルートにあたり、橋の大部分は香川県に属する。1988年（昭和63年）に全線開通。それにより初めて四国と本州が陸路で結ばれた。
瀬戸大橋とは複数の橋の総称だが、全体として見たとき、道路と鉄道が通る鉄道道路併用橋としては世界最長で「世界一長い鉄道道路併用橋」としてギネス世界記録（2015年）にも認定されている。2017年（平成29年）に日本の20世紀遺産に選定。完成したのはレインボーブリッジができる前のことで、海に架かる長大橋はそれまでサンフランシスコのゴールデン・ゲート・ブリッジなど海外のものがよく知られ、海峡部10 km近く、主塔の高さ200 m近いものとしては国内初だった。完成時は同じ1988年に開通した青函トンネル（約1ヶ月早く開業）と合わせて大々的に報道され、当時は一大観光スポットになった。

## 概要

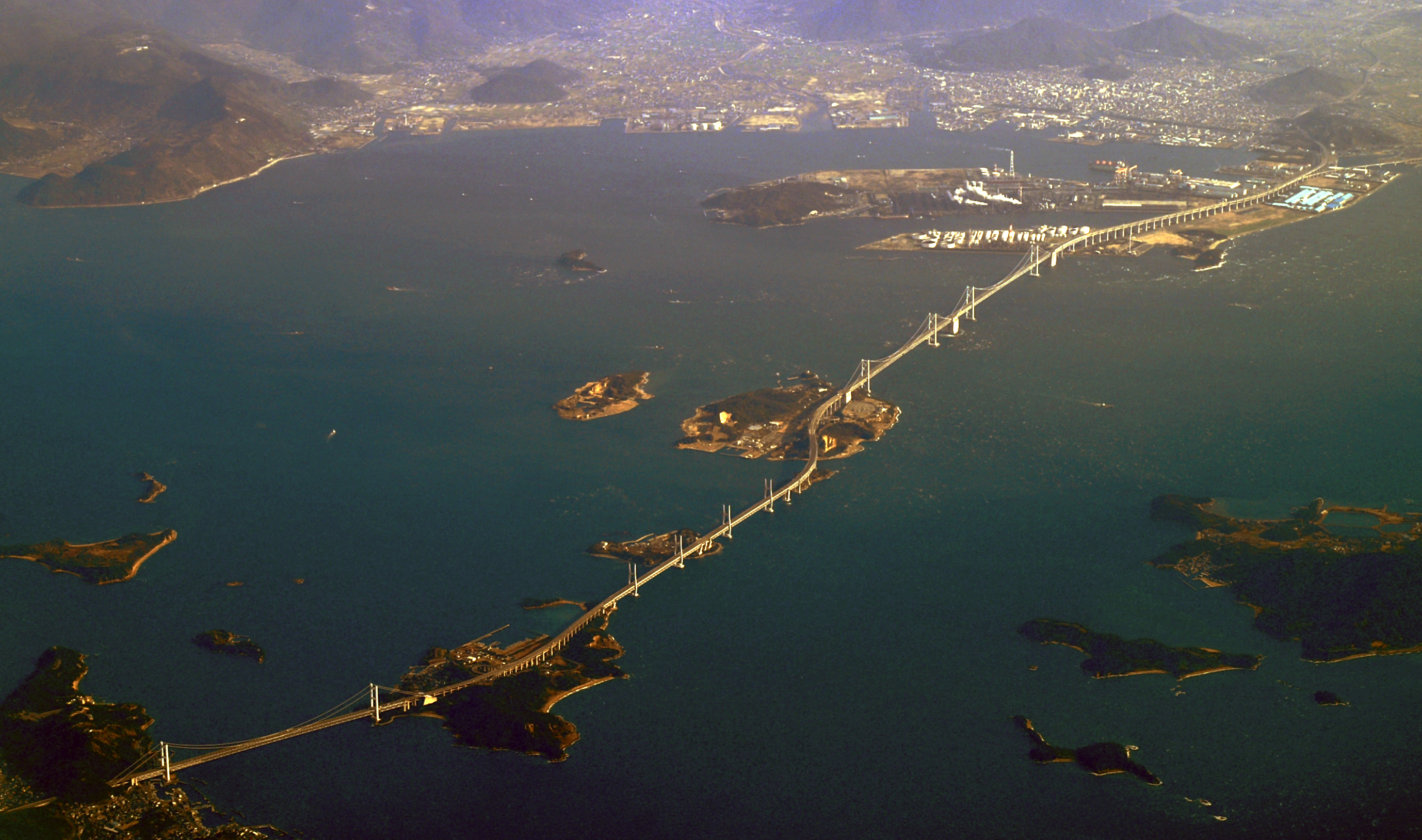
瀬戸大橋全景

1978年（昭和53年）の着工から9年6ヶ月を経て1988年（昭和63年）4月10日供用開始され、総事業費は1兆1,338億円である。
塩飽（しわく）諸島の5つの島の間に架かる6つの橋梁と、それらを結ぶ4つの高架橋により構成されており、橋梁部9,368メートル (m) 、高架部を含めると13.1キロメートル (km) の延長を持つ。日本ではそれぞれ単独の橋とみなされる連続する10の橋を合わせた合計の長さは、鉄道道路併用橋としては世界最長で、瀬戸大橋は「世界一長い鉄道道路併用橋」として、ギネス世界記録に認定されている。橋梁は吊橋・斜張橋・トラス橋の3種類を併設。ルートは道路37.3km、鉄道32.4kmである。
道路建設は国道2号と11号を結ぶ国道30号の改築事業として行われた。鉄道は宇野線茶屋町駅で分岐し、予讃線宇多津駅に接続する本四備讃線の一部である。
工事の際には当時世界最先端の技術が導入された。また、気象条件や荷重による変形が著しいこの規模の吊橋への鉄道の敷設は世界初の事例であり、橋梁の変形から線路を保護するための技術が新規に開発された。
橋梁部構造は上部に4車線の道路（瀬戸中央自動車道）、下部に複線の鉄道（四国旅客鉄道〈JR四国〉本四備讃線〈愛称：瀬戸大橋線〉）が通る2層構造となっており、用途が2通りある「鉄道道路併用橋」である。下部の鉄道については、新幹線・在来線合わせて4線を敷設できるようになっているが、現在は在来線用に中央寄りの2線分のみが暫定的に敷設され、使用されている。計画中の四国横断新幹線が建設される際には2線増設され、東側2線を在来線に、西側2線を同新幹線として使用する予定である。
設計最高速度は上部の道路が100 km/h（第1種第2級）、下部の鉄道が130 km/h（在来線部分）または160 km/h（新幹線部分）。新幹線用のスペースには何も設置されていないが、一部スペースに建設当初想定されていた新幹線用設備分の死重が設置されている。
1994年（平成6年）に、瀬戸大橋を経由して本州と四国を結ぶ特別高圧電線（50万ボルト (=500 kV)）「本四連系線」が電源開発株式会社（現・電源開発送変電ネットワーク）によって敷設された（鉄道部と同レベル）。
供用開始後、倉敷市下津井田之浦の一部住民や橋下の各島民から、瀬戸大橋線の騒音やライトアップによる光害の訴えが相次いだ。元々は橋梁の保守・点検用の橋梁のライトアップが、事前に決められた日にしか行われないのは、光により「明るすぎて眠れない」「漁業に影響が出る」といった光害に対し、沿線住民に配慮したものである。
かつては、西瀬戸自動車道（瀬戸内しまなみ海道）のことである「瀬戸内海大橋」と混同を避けるため、瀬戸大橋を「備讃瀬戸大橋」と呼ぶこともあった。

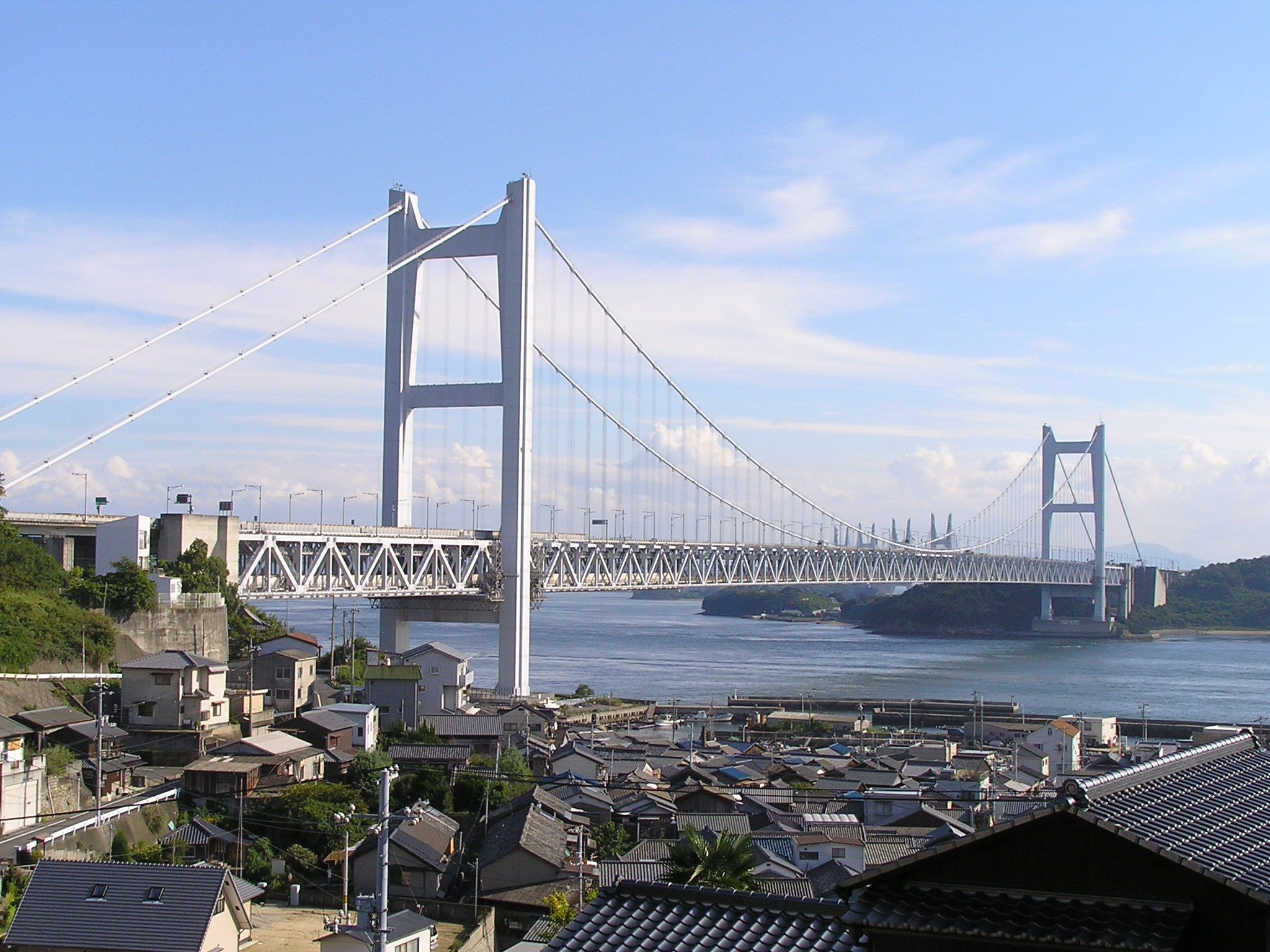
下津井瀬戸大橋
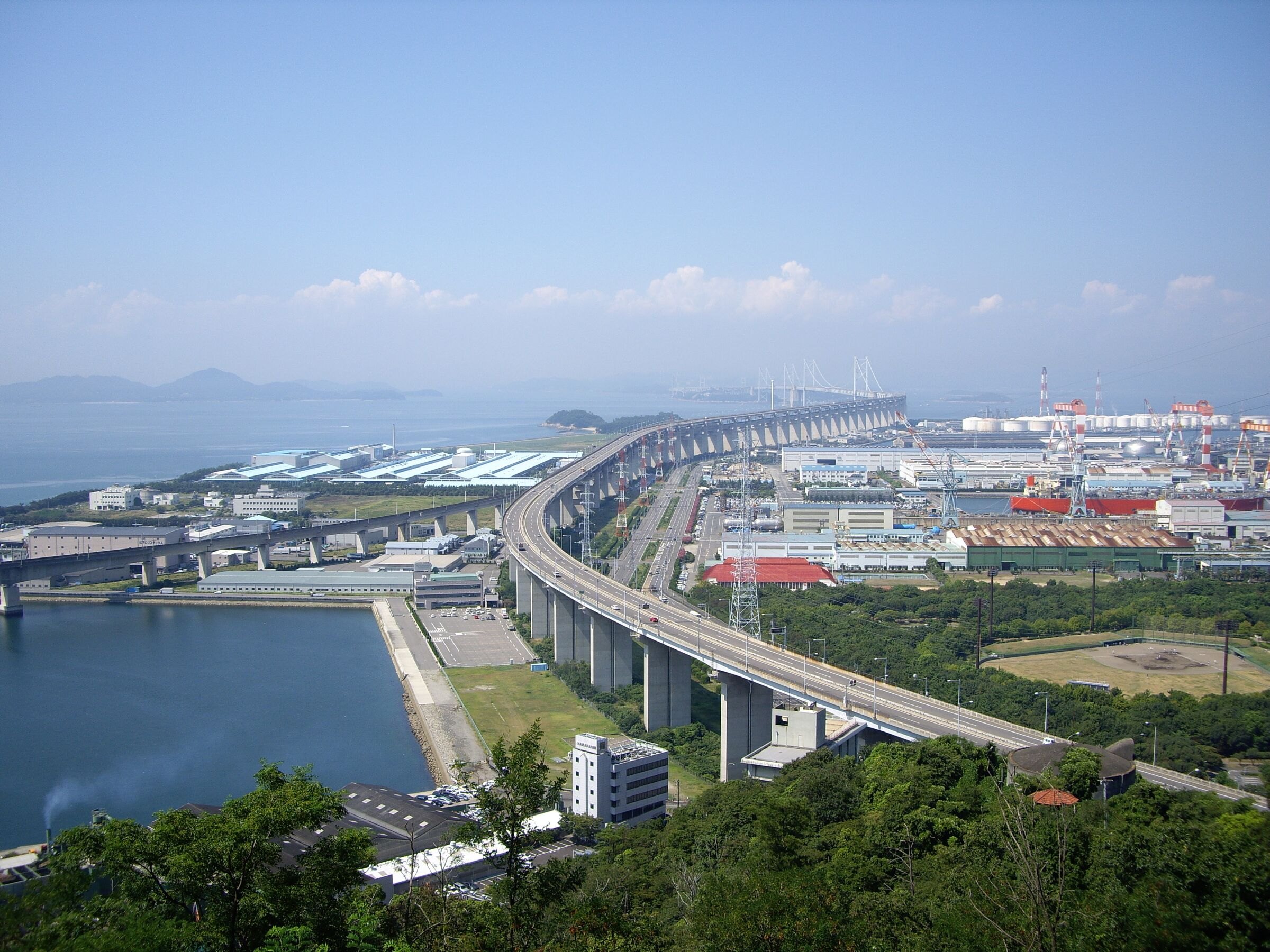
香川県側の鉄道合流部
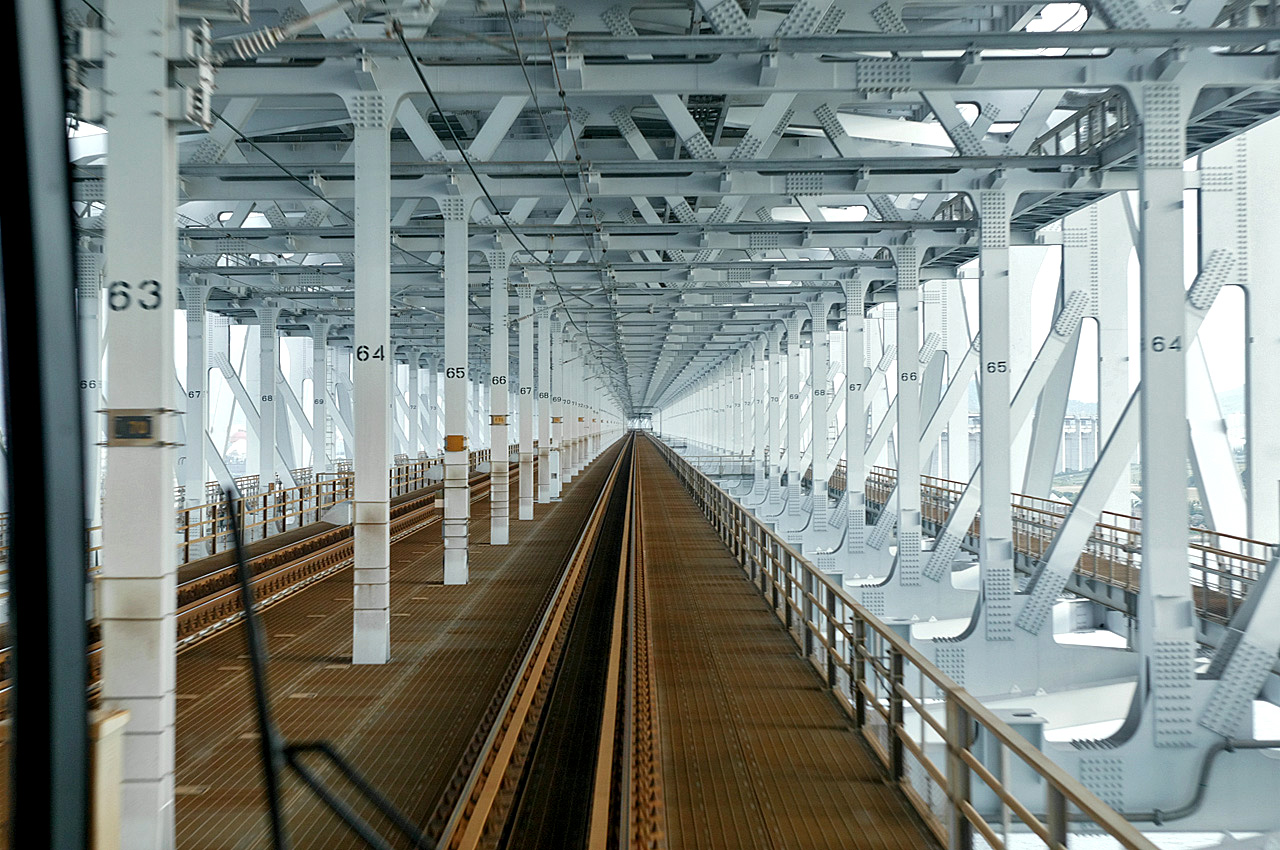
鉄道部

## 工法・技術
下津井瀬戸大橋〜南備讃瀬戸大橋 (7Aアンカレイジ) までの約9.3 kmに使われたコンクリートは200万 m3、鋼材47.3万 t(鉄筋9.3万 t、構造鋼材30.5万 t、PC鋼材1.0万 t、ケーブル6.5万 t)。工期9.5年、延労働時間は7004万時間である。

### 海中基礎
瀬戸大橋の海中基礎17基の内、既存技術で対応できたのは6基、残りの11基のために大規模な基礎向けの設置ケーソン工法が開発された。対象は、櫃石島橋2基 (2P・3P)、岩黒島橋3基 (2P・3P・4P) と南北備讃瀬戸大橋6基 (2P・3P・4A・5P・6P・7A)。計11基に使われた海中コンクリートは54万m3で、そのなかでも南北備讃瀬戸大橋の7Aアンカレイジ (海中・気中コンクリート量それぞれ23万 m3、18万6000 m3) と4Aアンカレイジ (同、3万7200 m3、25万3500 m3) は大きく、全体工程のクリティカルパスになった。
水中発破とグラブ船による岩盤掘削を行い、鋼製ケーソンを沈設、粗骨材充填後、モルタルを注入する。骨材を先に充填するためプレパックドコンクリートと呼ばれる工法である。原理的には単純な工法で国内外に先例はあったが、この規模の水中発破や海中コンクリートは、世界でもほとんど例のないものだった。そのため、超音波信号や電磁誘導をトリガーとする水中発破、岩盤掘削面の平坦化、大型ケーソン位置決め、大型モルタルプラント船、大型移動式海上足場、大型クレーン船などに関わる新しい技術が開発された。

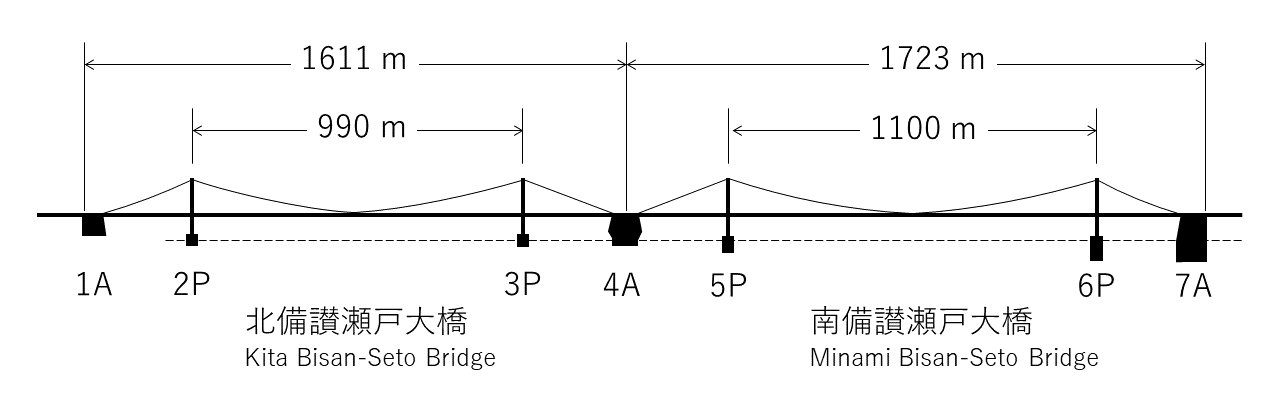
南北備讃瀬戸大橋概略図。1～7は基礎の番号、Pは主塔、Aはアンカレイジを示す。

水中発破の実施にあたっては、魚への影響を調べる調査研究が行われ、距離500 mでピーク圧力2 kg/cm2以下という条件で漁業関係者との合意を得た。圧力波に最も弱いのはメバルで、アイナメが最も強かった。建設中に行われた156回の水中発破の圧力は測定により1 kg/cm2以下であることが確認されている。また、7Aアンカレイジから430 mの距離にある石油精製プラントへの振動による影響を防ぐため、1秒間隔で12段に発破を分ける秒差段発起爆工法も開発された。

### ケーブル架設
下津井瀬戸大橋のケーブルは5.37 mm径ワイヤ (素線) 552本のストランド44本で構成される。スピニングとサグ調整を同時に行うAS(エアスピニング)工法を強風下でも行うため、低張力AS工法を採用した。
他の橋にはPWS(プレハブ平行線ストランド)工法が適用された。工場での素線長さの管理精度を高めるため、磁気マーキング測長方式が開発された。南備讃瀬戸大橋のケーブルは5.12mm径ワイヤ127本のストランド271本で構成される。

### 桁の架設

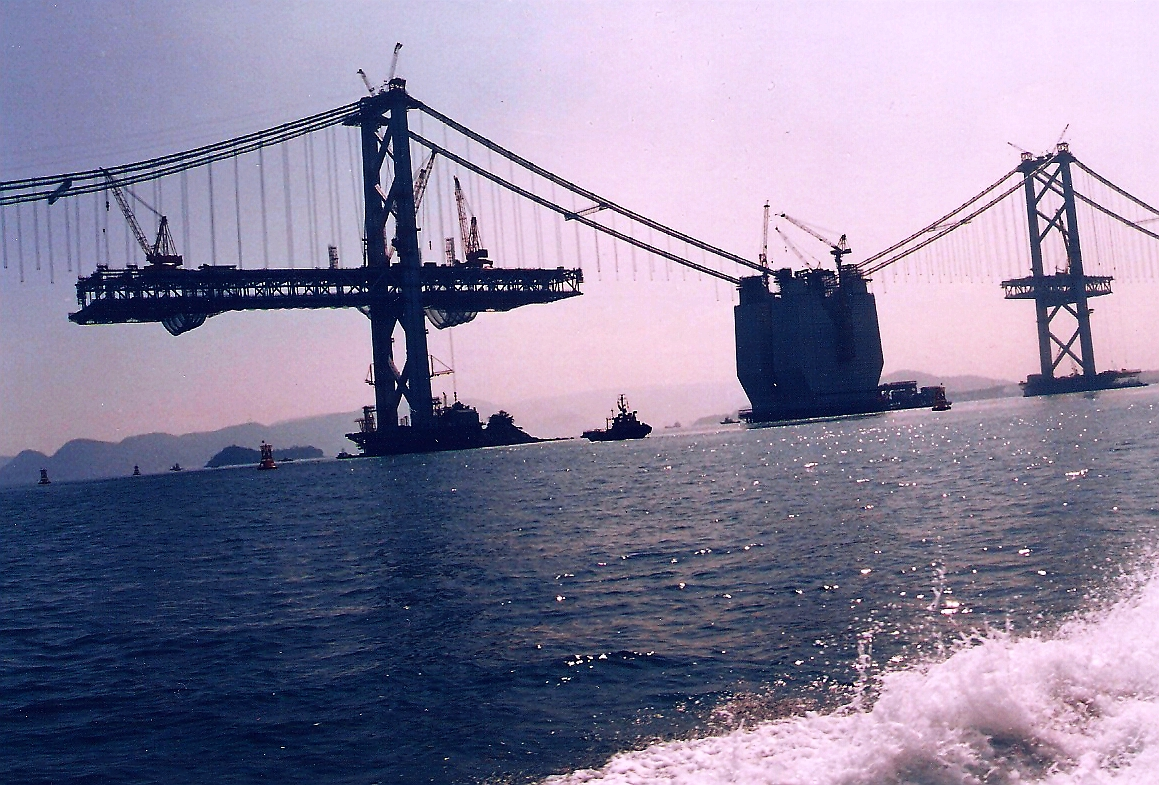
桁架設中の南北備讃瀬戸大橋 (1986年4月)

桁の架設中には完成時と異なる応力が発生する。架設中はヒンジにより力を逃して全ての桁を架設した後に固定する工法はあったが、本州四国連絡橋では強風時の安定性に懸念があったため、無ヒンジ工法が開発された。これは、架設中に油圧機構を用いてハンガーロープと桁に発生する応力の分布を調整する技術であり、大鳴門橋で最初に適用され、瀬戸大橋にも用いられた。また、荷重振幅400tの大型疲労試験機を製作し、試験結果にもとづいて溶接部の品質管理が行われた。

### 塗装
塗装技術は、本州四国連絡橋公団の委託により土木学会により開発され、1977年(昭和52年)に「鋼橋塗装基準・同解説」として定められた。工場塗装を基本とし、現地塗装を行う接合部などについては付着塩分の管理（塩化ナトリウム (NaCl) 換算100 mg/m2未満）を行った。
下地処理はブラスト処理後、アルキルシリケートを主成分とする樹脂に犠牲防食作用を持つ亜鉛末を混ぜた厚膜型無機ジンクリッチペイントを施した。下塗り、中塗りはエポキシ樹脂塗料、上塗りには長期暴露耐久性に優れるポリウレタン樹脂塗料が使用された。その後の技術進展に伴い、平成2年（1990年）の塗装基準改定で、上塗りは更に耐候性に優れるフッ素樹脂塗料に変更された。

## 沿革

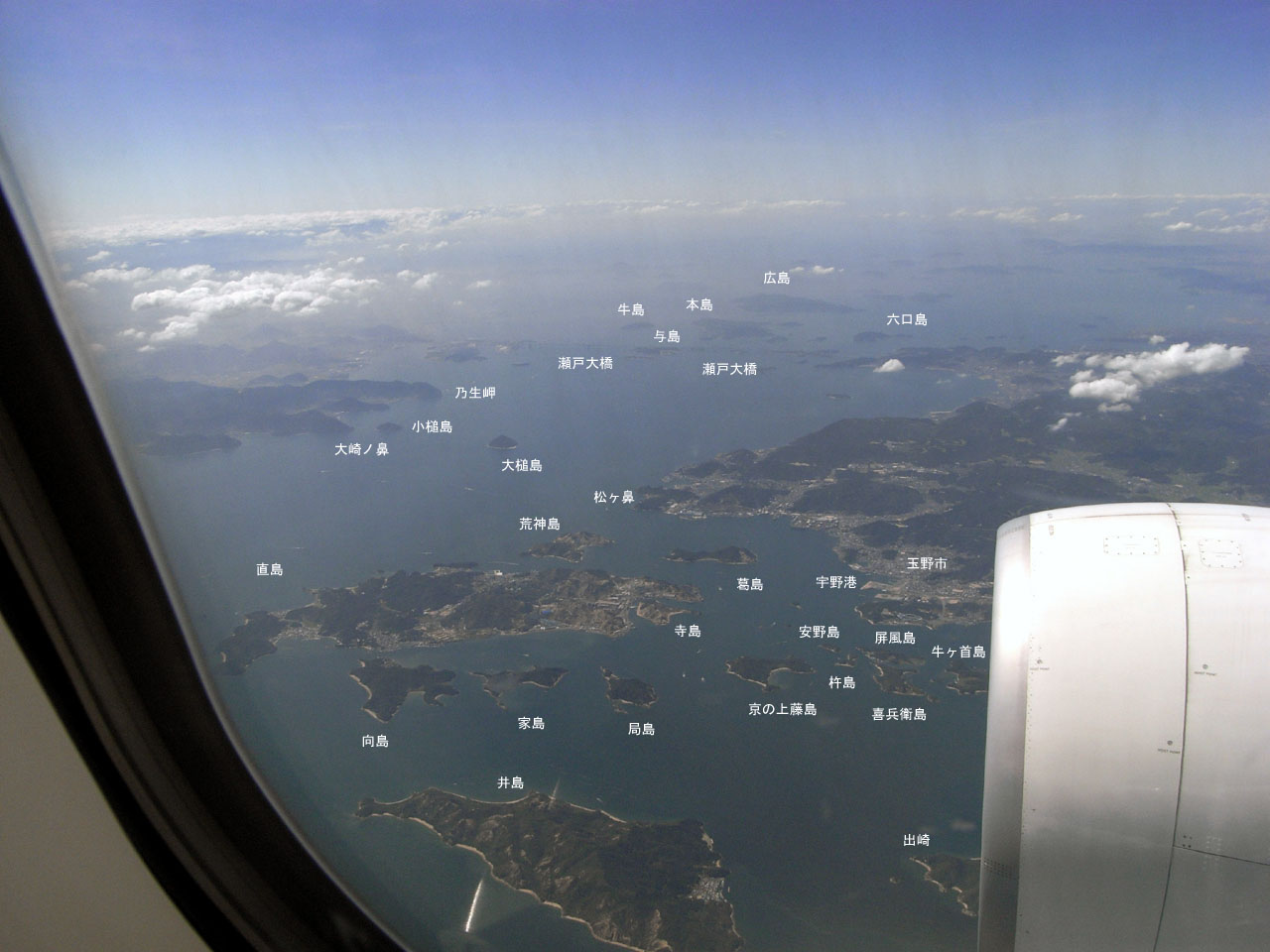
直島諸島から瀬戸大橋エリア空撮

### 着工まで
- 1889年（明治22年）5月23日 - 香川県議会議員の大久保諶之丞が讃岐鉄道開通式での祝辞で瀬戸大橋の架橋を提唱[20]。
- 1955年（昭和30年）5月11日 - 紫雲丸事故発生に伴い、香川県議会が「宇高連絡鉄道建設促進に関する意見書」を国に提出。
- 1956年（昭和31年）- 連絡船初就航。
- 1958年（昭和33年）
  - 3月19日 - 香川県議会に高松・岡山間海底トンネル架設建設促進案の調査特別委員会を設置。
  - 7月5日 - それまでの海底トンネル案に対し、香川県議会は瀬戸大橋架橋案を決定。香川・岡山間橋梁架設に関する意見書を提出。
  - 10月16日 - 香川県が第1回瀬戸大橋架橋計画書を作成。政府・国会に陳情。
- 1959年（昭和34年）
  - 4月 - 建設省が本四連絡橋各ルートの調査を開始。瀬戸大橋は「宇野・高松ルート」（Bルート）、「玉野市日比・高松市下笠居ルート」（Cルート）、「児島・坂出ルート」（Dルート）の3候補。
  - 6月28日 - 建設省による初の瀬戸大橋予定海底の地質調査着手。
  - 8月31日 - 瀬戸大橋架設推進委員会香川県協議会設立。
  - 9月4日 - 東京大学教授平井敦が瀬戸大橋設計図を発表。
  - 11月17日 - 東京永田町で香川県が政府機関への瀬戸大橋架設説明会を開催。
- 1960年（昭和35年）6月8日 - 第六管区海上保安本部が瀬戸大橋ルートの底質調査と潮流観測を開始。
- 1961年（昭和36年）
  - 3月4日 - 瀬戸大橋の候補3ルート一本化について香川県・高松市・坂出市の三者会談が高松会館で開かれ、問題の解決を金子香川県知事及び大久保県議会議長に一任。
  - 6月1日 - 衆議院において瀬戸大橋を「岡山県宇野附近ヨリ香川県高松ニ至ル鉄道」として鉄道敷設法別表追加を議決。同月16日、参議院議決。
  - 6月19日 - 瀬戸大橋架橋の海底調査で建設省は坂出・児島間の地質調査を開始。東海サルベージの潜水母船海工丸（61トン）と潜水艇白鯨号を使用。
  - 6月22日 - 香川県議会に瀬戸大橋架設促進特別委員会を設置。
- 1962年（昭和37年）
  - 3月29日 - 鉄道建設審議会が瀬戸大橋（宇野付近・高松）の調査線格上げを承認。
  - 6月10日 - 国際連合アーネルト・ワイズマン調査団一行が瀬戸大橋架橋ルートを視察し、本四連絡橋3ルートのうち瀬戸大橋ルートに優先性を与えるべきだと声明。
  - 7月10日 - 建設省土木研究所が沙弥島南方で瀬戸大橋架橋工事のためのボーリング調査を開始。
- 1963年（昭和38年）
  - 2月25日 - 香川県下の町村議会議長会の定期総会で、瀬戸大橋架設促進を特別決議。
  - 6月5日 - 第7回四国地方開発審議会で産業計画会議が「本土四国連絡の基本方向に関する調査」について瀬戸大橋優先の調査結果を発表。
- 1964年（昭和39年）
  - 4月6日 - 岡山・香川・鳥取・島根の4県知事会議で、瀬戸大橋の早期実現について政府・国会へ要望することを決定。
  - 9月16日 - 東京で瀬戸大橋架設推進岡山・香川両県選出国会議員団を結成。
- 1965年（昭和40年）
  - 8月15日 - 国連地域計画調査団が瀬戸大橋架設の最終報告を発表し、5ルートのうち岡山・香川の架橋の優位性を強調。
  - 10月9日 - 香川県議会が瀬戸大橋架設促進に関する意見書を議決。
- 1966年（昭和41年）
  - 1月5日 - 香川県瀬戸大橋架設推進本部設置。
  - 3月15日 - 県議会が瀬戸大橋ルート一本化に関する決議案を可決し、坂出・下津井ルートの早期建設に関する意見書を採択。
  - 4月14日 - 岡山・香川両県が協議し、瀬戸大橋ルートの名称を児島・坂出ルートに統一。
- 1967年（昭和42年）
  - 5月2日 - 前日から開かれた臨時香川県議会で瀬戸大橋架設促進特別委員会の設置を決議。
  - 5月19日 - 土木学会本州四国連絡橋技術調査委員会が最終報告要旨を発表し、5ルートとも建設可能と答申。
  - 6月2日 - 瀬戸大橋架設推進香川・岡山国会議員団の新会長に大平正芳が選出。
- 1968年（昭和43年）
  - 5月10日 - 鉄道建設公団が海底掘削実験を瀬戸大橋建設予定地の岡山県児島沖で着手。
  - 7月15日 - 日本経済研究所が「瀬戸大橋の香川県に与える影響調査」を県議会全員協議会で発表。
- 1969年（昭和44年）10月4日 - 香川県議会が「瀬戸大橋並びに中国四国横断自動車道の早期着工に関する決議案」を可決。
- 1970年（昭和45年）
  - 3月16日 - 香川県議会が瀬戸大橋早期建設要望を議決
  - 7月1日 - 本州四国連絡橋公団設立。日本道路公団及び日本鉄道建設公団の本四連絡にかかる業務を承継。
  - 12月3日 - 建設・運輸両大臣が本四公団に対し、本州四国連絡橋に関する基本計画（調査）を指示。
  - この年から翌年にかけて本州四国連絡橋公団の委託により、北海道の狩勝実験線に於いて吊り橋の上を走行する鉄道の角折れ区間の列車の走行性について大規模な実験が行われる。[21]
- 1971年（昭和46年）8月9日 - 瀬戸大橋架橋推進に関する説明会が坂出市の各地区で始まる。
- 1972年（昭和47年）
  - 2月28日 - 坂出市で初の瀬戸大橋架橋計画説明会が開催され、約150人が出席。
  - 6月1日 - 本州四国連絡橋公団児島調査事務所坂出支所を設置。
  - 6月2日 - 本四架橋に関する瀬戸内海の環境保全などを話し合う初の岡山・香川県知事、議長会談を高松市で開催。
  - 8月31日 - 岡山・香川瀬戸大橋架橋連絡協議会（両県議会特別委員長・県企画部長の4者構成）が発足。
  - 11月1日 - 瀬戸大橋架橋促進預貯金運動がスタート。
  - 12月25日 - 瀬戸大橋にかかる建設資金の負担割合について、岡山・香川両県が折半する方針で合意。
- 1973年（昭和48年）
  - 2月13日 - 本州四国連絡橋公団が坂出側陸地部ルートの測量調査範囲を発表。
  - 4月1日 - 香川県が瀬戸大橋架設推進本部を改め、香川県瀬戸大橋対策本部を設置。
  - 11月20日 - オイルショックに伴う総需要抑制策で、11月25日に予定されていた本州四国架橋3ルートの着工が延期。
  - 12月16日 - 本州四国連絡橋公団、県が関係する34漁業協同組合と南北備讃瀬戸大橋着工同意の覚書に調印。
- 1974年（昭和49年）
  - 4月14日 - 坂出市与島連合自治会総会で瀬戸大橋の与島内測量調査を了承。
  - 12月24日 - 県知事・議長・瀬戸大橋特別委員長が瀬戸大橋の早期着工方を大蔵大臣に要望。
- 1975年（昭和50年）
  - 8月5日 - 香川県瀬戸大橋架設協議会が高松市の香川県銀行協会で開かれ、会長に綾田整治を選出。
  - 8月15日 - 政府が本州四国連絡橋を1ルートとし、瀬戸大橋（児島・坂出）の早期完成で合意。
  - 8月31日 - 瀬戸大橋架橋に伴う漁業補償交渉が塩飽4漁協との間で妥結。
- 1976年（昭和51年）
  - 3月31日 - 瀬戸大橋架橋に伴う漁業補償交渉のうち、与島漁協との交渉が妥結し、関連する1県漁連33漁協のすべての交渉が解決。
  - 6月1日 - 瀬戸大橋の着工を前に香川県と本四連絡橋公団が、2日間地元坂出市で現地説明会を開催。
  - 6月8日 - 瀬戸大橋関係島嶼部における埋蔵文化財予備調査を開始。
  - 8月5日 - 本州四国連絡橋公団が、瀬戸大橋の建設に伴う国鉄本四備讃線の四国側ルートを決定。
  - 9月18日 - 瀬戸大橋架橋対応上の共通点について連絡協調を図るため、高松・坂出両市で構成の連絡協議会が発足。
- 1977年（昭和52年）
  - 4月26日 - 政府が本州四国連絡橋の当面早期完成を図るルートとして道路・鉄道併用橋の瀬戸大橋（児島・坂出ルート）を内定し、早急に環境影響評価などを推進する旨を決定。
  - 11月1日 - 瀬戸大橋架橋工事に伴う埋蔵文化財発掘調査開始。
  - 11月4日 - 第3次全国総合開発計画が閣議決定されたことで、瀬戸大橋（児島・坂出ルート）が当面早期完成を図る1ルートとして正式決定。
  - 11月19日 - 本四公団が香川知事に瀬戸大橋（児島・坂出ルート）環境影響評価書案を提出、同月22日香川県内5か所で縦覧を開始。
  - 12月13日 - 香川県・坂出市・宇多津町が瀬戸大橋環境問題連絡協議会を設置。
  - 12月29日 - 瀬戸大橋環境問題連絡協議会が開催され、櫃石島・岩黒島・与島・宇多津・坂出西部・川津の各地区の代表からの意見を聴聞。
- 1978年（昭和53年）
  - 1月23日 - 本四公団に対し、香川県知事が瀬戸大橋（児島・坂出ルート）環境影響評価書案に対する意見書を提出。
  - 3月27日 - 本四公団に対し、環境庁長官が瀬戸大橋（児島・坂出ルート）環境影響評価書案に対する意見書を提出。
  - 5月4日 - 本四公団が瀬戸大橋（児島・坂出ルート）環境影響評価書を公表し、関係機関等に送付。
  - 6月13日 - 瀬戸大橋建設に関して自然環境保全審議会・自然公園部会本四連絡橋問題小委員会が条件つき同意を環境庁長官に答申。
  - 8月29日 - 瀬戸大橋架設推進岡山・香川両県選出国会議員団会議を東京で開催。
  - 9月29日 - 環境庁長官が瀬戸大橋（児島・坂出ルート）の着工に同意。

### 架橋工事
- 1978年（昭和53年）10月10日 - 坂出市番の州緑町にて起工式。
- 1979年（昭和54年）11月30日 - 本四備讃線高架橋着工。
- 1980年（昭和55年）6月26日 - 坂出市の陸上部測量の為、聖通寺山で最初の幅杭打ち開始。
- 1981年（昭和56年）
  - 3月24日 - 下津井瀬戸大橋着工。
  - 9月19日 - 岩黒島橋着工。
  - 11月17日 - 鷲羽山トンネルを四つ目構造の複断面トンネルで建設することに決定。

当初はオープンカット工法の計画だったが、景観上の配慮のため変更。なお、同構造の採用は世界初。
- 1982年（昭和57年）
  - 1月12日 - 本四備讃線児島駅の基礎工事開始。
  - 10月12日 - 橋色がライトグレーに決定。
  - 10月21日 - 鷲羽山トンネルの西側鉄道トンネル（新幹線用）掘削開始。
- 1983年（昭和58年）
  - 3月25日 この時点においての用地取得状況を、岡山県51.2%、香川県28.6%と発表。
  - 4月8日 - 岩黒島高架橋着工。
  - 5月1日 - 櫃石島高架橋着工。
  - 7月8日 - 与島高架橋着工。
  - 10月17日 - 鷲羽山トンネルの東側鉄道トンネル（在来線用）掘削開始。
- 1984年（昭和59年）
  - 4月21日 - 鷲羽山トンネルの西側鉄道トンネルが貫通。
  - 7月4日 - 坂出北IC建設地の幅杭打ち開始。
  - 8月28日 - 早島IC建設地の幅杭打ち開始。
  - 10月3日 - 鷲羽山トンネルの東側鉄道トンネルが貫通。
  - 10月25日 - 坂出IC建設地の幅杭打ち開始。
  - 12月3日 - 本四備讃線の神道山トンネル掘削開始。

- 1985年（昭和60年）

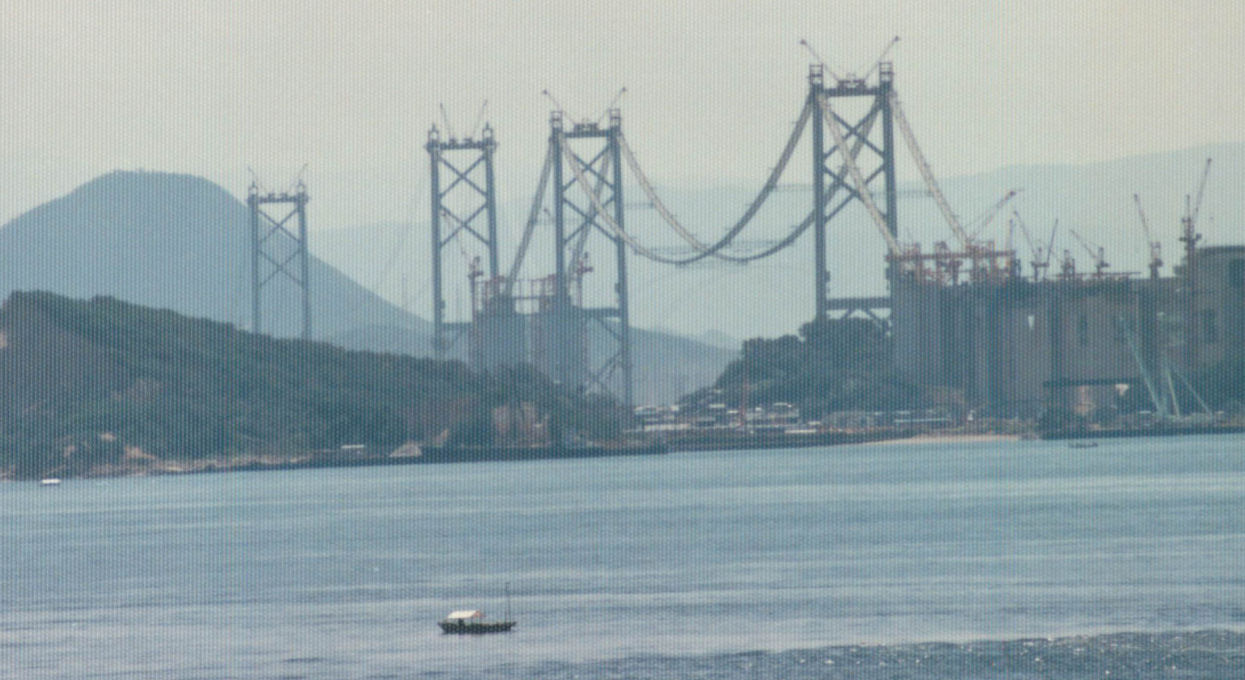
建設中の南北備讃瀬戸大橋

  - 3月28日 - 番の州高架橋下部工が5年がかりで完成。
  - 3月31日 - 岡山県側の用地取得状況が70%を越える。
  - 7月6日 - 坂出北ICの高架橋下部工の工事着手。
  - 8月7日 - 早島ICの工事着手。
  - 11月26日 - 鷲羽山トンネルの道路用上り線が貫通。
  - 12月12日 - 本四備讃線の福南山トンネルが貫通。
  - 12月31日 - この時点においての用地取得状況を、岡山県95.9%、香川県97.0%と発表。
- 1986年（昭和61年）
  - 4月17日 - 道路部の塩生トンネルが貫通。
  - 9月19日 - 本四備讃線の蜂峰山トンネルが貫通。
  - 10月6日 - 道路部の柳田トンネルが貫通。
  - 10月30日 - 道路部の正面山トンネル（上り線）が貫通。
  - 11月15日 - 本四備讃線の下村トンネルが貫通。
- 1987年（昭和62年）
  - 1月17日 - 鷲羽山トンネルで最後の、道路用下り線が貫通。
  - 5月20日 - 本州四国連絡橋公団が瀬戸大橋の開通を1988年4月と発表。
  - 5月25日 - 本州四国連絡橋公団が瀬戸大橋道路部の名称を瀬戸中央自動車道と発表。
  - 8月12日 - すべての橋桁が閉合。
    - これにより、史上初めて本州と四国が陸続きになった。

  - 12月16日 - 瀬戸中央自動車道で最後まで残っていた菰池高架橋が連結、全線が繋がる。

- 1988年（昭和63年）

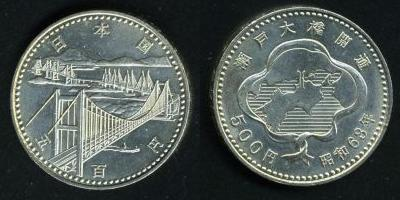
記念貨幣（500円白銅貨）

  - 1月から2月 - 鉄道総合技術研究所による走行試験の実施[4]。
    - 電車や気動車・電気機関車を使用して、列車の走行による橋の状態変化について測定された。特に荷重試験は、新幹線0系電車16両と同じ1,000 tの死荷重として、パンタグラフを下げた電気機関車9両を1両の電気機関車が牽引した空前絶後の編成でおこなわれた。

  - 3月1日 - 山陽自動車道の早島IC（倉敷JCT経由） - 福山東IC間（延長39.3 km）が開通し、本土の西への道路網整備が整う。
  - 3月20日 - JR西日本本四備讃線の茶屋町 - 児島間が部分開業。
  - 3月20日 - 同年8月31日まで瀬戸大橋架橋記念博覧会を開催。
  - 4月10日 - 瀬戸中央自動車道と、JR四国本四備讃線(瀬戸大橋線)の児島 - 宇多津・坂出間が開業（与島にて瀬戸大橋開通式を開催）。当日は全国放送の多数のテレビ番組特番が組まれた。
    - 瀬戸大橋の建設費用は1兆1,300億円で、高速道路部の建設費用は6,400億円、鉄道部の建設費用は4,900億円である。建設費用を30年かけて2018年（平成30年）4月9日までに債務償還する予定であったが、高速道路部については当初、本州四国連絡橋公団（現・本州四国連絡高速道路株式会社）が単独で債務償還をする必要があったために、早島 - 坂出間で利用台数を1日24,900台と見込んでも普通自動車で片道6,300円という高額な通行料金が設定されるに至った。一方で鉄道部の運賃は早島駅 - 坂出駅間で大人片道620円と高速道路と比較して非常に安かったため、当然ながら鉄道利用が圧倒的に多くなり、結果的に鉄道は年間1,000万人が利用する黒字路線となり順調に債務を償還していった一方、高速道路は債務の利子すらも賄えず、毎年欠損金を出し債務が膨らんでいった。

### 完成後
- 1989年（平成元年） - 高速道路部の平均利用台数は、上記の高額な通行料金の影響に加えて四国側の高速道路が未整備であったなどの要因から、1日当たり1万3,000台に留まった。
- 1992年（平成4年）4月19日 - 高松自動車道の高松西IC - 善通寺IC、坂出IC - 坂出JCTが開通し、四国の高速道路と接続。
- 1994年（平成6年） - 電源開発により、本州と四国を結ぶ高圧電線 (50万V)「本四連系線」が完成。
- 1996年（平成8年）1月10日 - 瀬戸大橋線の児島 - 宇多津駅間に「公平性の担保」として100円の加算運賃を設定。
  - 鉄道部の債務償還は後述の通り2001年に完了したが、巨額な維持管理費用を利用客にも負担してもらうことを理由に、その後も加算運賃が設定されており[22]、2019年10月の消費税増税で110円に値上げされている。
- 1997年（平成9年） - 債務償還計画を変更。
- 1998年 (平成10年) - 寝台特急電車サンライズ瀬戸が運行開始、瀬戸大橋を通過する。
- 2001年（平成11年） - 鉄道部の債務償還4,900億円の返済が完了。
- 2003年（平成15年）
  - 4月 - 債務償還計画を再度変更。
  - 7月 - 道路部の通行料金を10%値下げ。
- 2005年（平成17年）10月1日 - 日本道路公団等民営化関係法により、日本高速道路保有・債務返済機構ならびにJB本四高速に承継し、本州四国連絡橋公団は解散。高速道路部の債務6,400億円が、利子により膨れ上がった総額1兆3,000億円は、日本国政府に債務が移行された[23]。
- 2008年（平成20年）
  - 3月31日 - 2007年度末までの車両の累計通行台数は9,860万台、JR瀬戸大橋線の利用者は約1億8,800万人におよぶ。
  - 4月1日 - 北備讃瀬戸大橋にて、開通後初めて作業員の海面への転落事故が発生。翌日、事故現場から16km離れた地点でこの作業員の遺体が発見された。
  - 4月10日 - 開通20周年を迎え、12日に香川県坂出市与島で記念式典を開催。13日には橋上で健康マラソン・ジョギング・ウォーク大会を開催。大会当日は8時 - 13時まで、事故や悪天候以外で初めて橋上部を全面通行止にして実施された。
  - 5月24日 - 与島において、デンマークとスウェーデンを結ぶオーレスン・リンクを構成するオーレスン橋との姉妹橋調印式を開催。瀬戸大橋側からは本四高速の伊藤周雄社長、四国旅客鉄道（JR四国）の松田清宏社長、西日本旅客鉄道（JR西日本）の丸山俊岡山支社長が、オーレスン・リンク側からはオーレスン橋公社(Øresundsbro Konsortiet)のヤーコブ・ヴェルテルゴード営業本部長が出席し、調印書への署名と銘板の除幕を行った[24][25]。
- 2009年（平成21年）
  - 3月13日 - 与島PAの料金所（検札）にETCレーン設置。これによりETC車はノンストップで料金所（検札）を通過できるようになる。
- 2013年（平成25年）
  - 4月10日 - 瀬戸大橋開業25周年。
  - 4月11日から12日 - トワイライトエクスプレス車両 瀬戸大橋開業25周年記念号運行[26][27]。
- 2018年（平成30年）
  - 4月10日 - 瀬戸大橋開業30周年[28]。当初の計画では債務償還が終了予定であったが、高速道路部の利用伸び悩みで、債務償還計画が破綻した。道路の交通量増加による営業補償金の高騰により、マラソン大会は実施されない。

## 各橋と沿線の島々

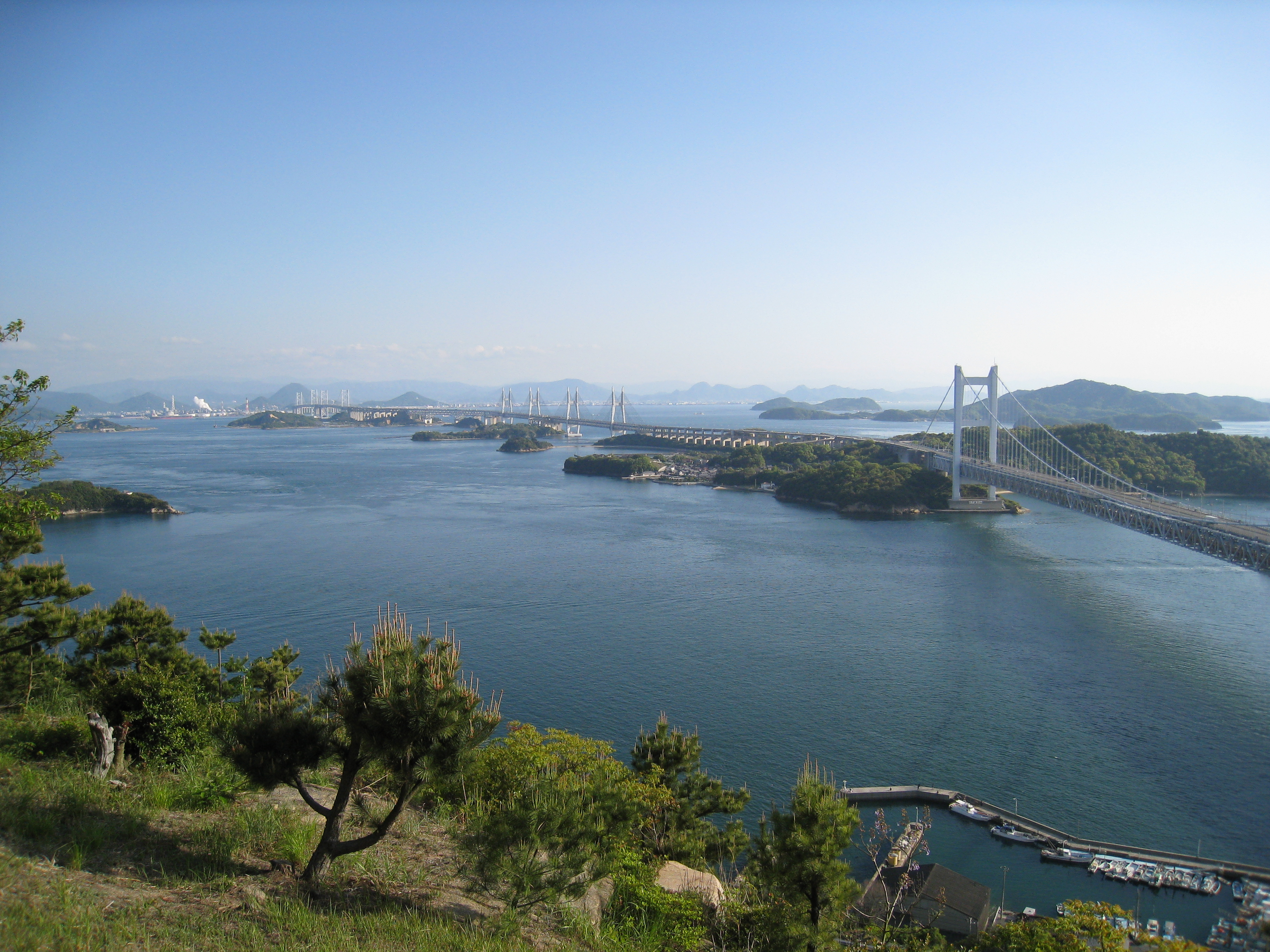
岡山県鷲羽山からの眺め

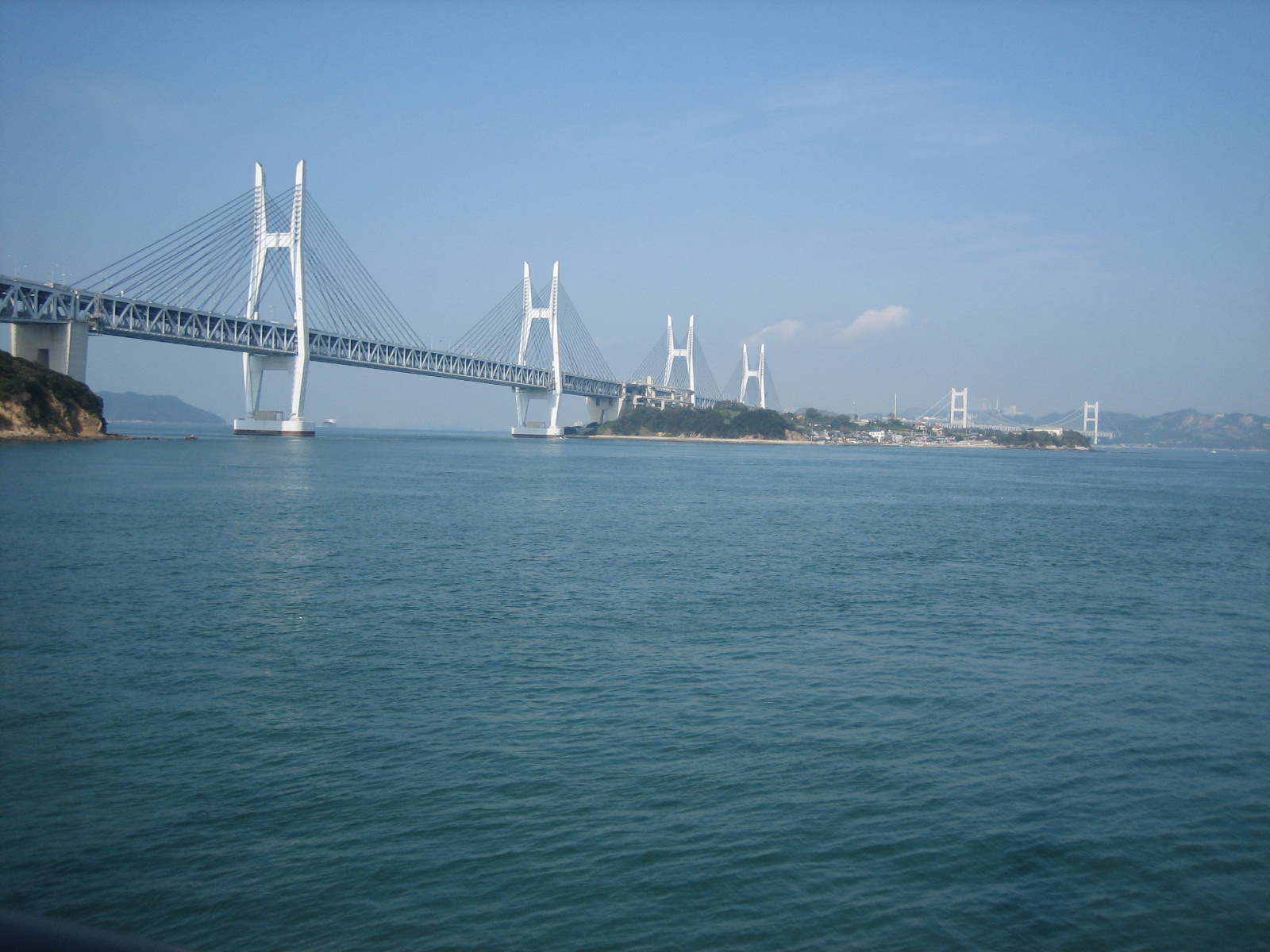
岩黒島橋、櫃石島橋（船上より岡山県方面望む）

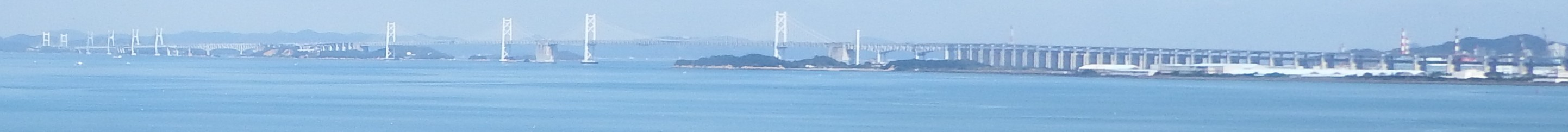
四国側から見た全景（写真の右側から番の州高架橋、南備讃瀬戸大橋線の順に連なる）

各橋と各島の詳細は、それぞれの項目を参照。
| 島             | 橋名・トンネル名 | 全長            | 形式                           | 所在地        |
| -------------- | ---------------- | --------------- | ------------------------------ | ------------- |
| 本州           | 鷲羽山トンネル   | 205 m（道路部） | トンネル                       | 岡山県 倉敷市 |
| 本州           | 鷲羽山トンネル   | 230 m（鉄道部） | トンネル                       | 岡山県 倉敷市 |
| 海             | 下津井瀬戸大橋   | 1,447 m         | 吊橋                           | 岡山県 倉敷市 |
| 海             | 下津井瀬戸大橋   | 1,447 m         | 吊橋                           | 香川県 坂出市 |
| 櫃石島         | 櫃石島高架橋     | 1,316 m         | PC橋                           |               |
| 海             | 櫃石島橋         | 792 m           | 斜張橋                         |               |
| 岩黒島         | 岩黒島高架橋     | 93 m            | PC橋                           |               |
| 海             | 岩黒島橋         | 792 m           | 斜張橋                         |               |
| 羽佐島         | 与島橋           | 877 m           | トラス橋                       |               |
| 海             | 与島橋           | 877 m           | トラス橋                       |               |
| 与島           | 与島高架橋       | 717 m           | PC橋                           |               |
| 海             | 北備讃瀬戸大橋   | 1,611 m         | 吊橋                           |               |
| 三つ子島       | 北備讃瀬戸大橋   | 1,611 m         | 吊橋                           |               |
| 南備讃瀬戸大橋 | 1,723 m          | 吊橋            |                                |               |
| 南備讃瀬戸大橋 | 1,723 m          | 吊橋            | 海                             |               |
| 四国           | 番の州高架橋     | 2,939 m         | 鋼箱桁橋(道路部)、PC橋(鉄道部) |               |

## 姉妹橋提携
- ゴールデンゲートブリッジ（米国 カリフォルニア州）
  - 1988年（昭和63年）4月5日姉妹提携
- ファーティフ・スルタン・メフメト橋（トルコ イスタンブール）
  - 1988年（昭和63年）7月3日姉妹提携
- オーレスン橋（スウェーデン マルメ・デンマーク コペンハーゲン ）
  - 2008年（平成20年）5月24日姉妹提携[24]

## 記念発行物
記念切手
60円が4種類、1988年4月8日に発行された。
記念貨幣
500円白銅貨が1988年8月29日に発行された。

## 瀬戸大橋を記念する施設
瀬戸大橋記念公園・瀬戸大橋記念館
香川県坂出市番の州緑町（番の州高架橋の西側）にある公園。1988年にこの場所で開催された瀬戸大橋架橋記念博覧会（瀬戸大橋博'88/四国）の跡地を公園としたもので、記念館はその当時のパビリオンのひとつが残されたものである。
- 公園は道の駅にもなっている。
- 記念館には瀬戸大橋関連の展示室のほか、200人収容のブリッジシアターがあり、瀬戸大橋関連の全天周映像作品を上演している。
- 公園の西側には瀬戸大橋タワーがある。瀬戸大橋タワーは回転式展望室をもち、108 mまでのぼる。
- タワーの南側に香川県立東山魁夷せとうち美術館がある。

倉敷市瀬戸大橋架橋記念館
岡山県倉敷市児島にある。

## 航行安全

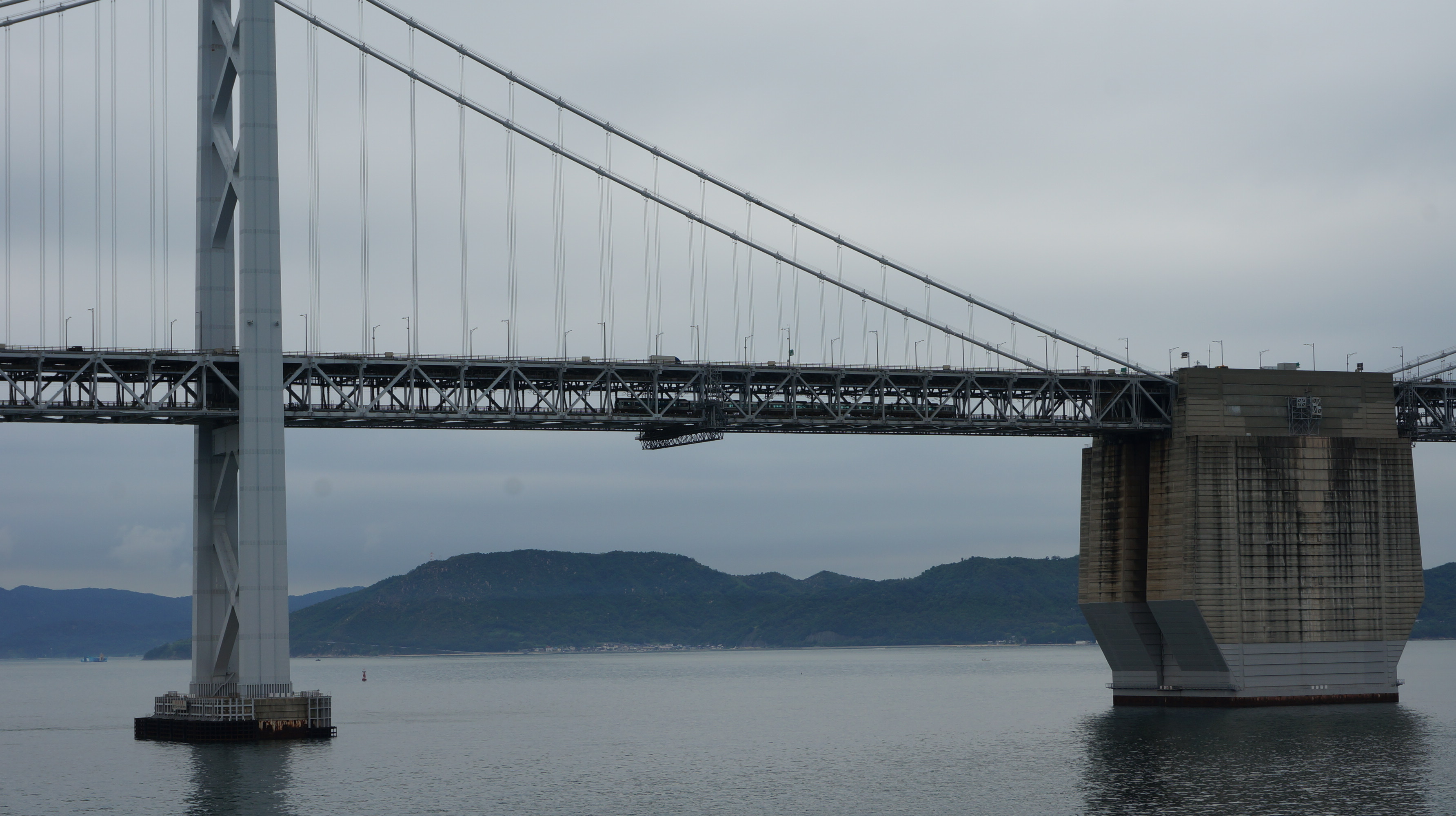
南北備讃瀬戸大橋の4Aアンカレイジ(右)と5P主塔(左)。多段反射構造の横筋がアンカレイジ表面に見える。

### 船舶信号
最も北側に位置する下津井瀬戸大橋の西側には、船舶に対して潮流への注意を促すため、潮流信号所の電光掲示板が設置されている。「見張励行・VHF聴守」の文字が1字ずつ表示され、これは道路・鉄道どちらからも見ることができる。

### レーダー障害対策
南北備讃瀬戸大橋のアンカレイジ表面には「跳上げ方式」と呼ばれるレーダー障害対策が施されている。鎧戸状の多段反射構造で電波を斜め上に反射させ、二次反射によるレーダー偽像を防ぐ。そのため、反射面の角度は、電波が周辺の山や高い構造物を越えるように定められる
。また、2P・6P主塔の一部には電波吸収材が貼りつけられている。

## 瀬戸大橋が登場する作品

### 映画
- 『ゴジラvsキングギドラ』

福岡から北海道方面へ向かうキングギドラによって攻撃される（ただし実写にキングギドラと爆発エフェクトを合成したのみの簡易な攻撃シーンであり、本格的な破壊シーンではない）。
- 『ひるね姫 〜知らないワタシの物語〜』

### テレビドラマ
- 『仮面ライダーBLACK RX』

第33話「瀬戸大橋の大決戦」に登場。劇中では「瀬戸大橋京阪フィッシャーマンズ・ワーフ」などの当時の関連施設も登場する。

### 漫画・アニメ
- 『結城友奈は勇者である』『鷲尾須美は勇者である』

南備讃瀬戸大橋が登場。アニメ第1期ではOPと第八話、第九話に登場する。既に何らかの事情で破壊されており、寸断された橋が大きく反り返った状態になっている。アニメ第2期では「鷲尾須美の章」に当たる前半六話に登場。第六話でのバーテックスとの決戦で破壊され、本州との接続が寸断された。
- 『うどんの国の金色毛鞠』

アニメ版のOPに登場。
- 『ゴルゴ13』

荷重によるたわみを利用しトラス下部にテロリストが設置した爆発物のコードを狙撃にて切断するため「1,000 t列車」を再現した。
- 『天地無用!魎皇鬼』

第二話「阿重霞が出た!」に登場。魎呼と阿重霞が繰り広げた宇宙空間でのケンカの末、墜落した魎皇鬼及び龍皇の巻き添えとなる形で全壊。
- 『ケムリクサ』

OP・EDのオブジェクト・ 第四話に登場。

### 小説・ライトノベル
- 『日本国召喚』

書籍版第4巻に登場。日本を訪れた異世界国家「神聖ミリシアル帝国」の視察団が、日本の建築技術を見るために瀬戸大橋を視察する。

### その他
- 『プロジェクトX〜挑戦者たち〜』

第39回「不屈のドラマ 瀬戸大橋 〜世紀の難工事に挑む〜」で登場。
- 『水曜どうでしょう』

「絵はがきの旅」「対決列島」「サイコロの旅」など複数の企画に登場。
- 『NHK特集』

「巨大橋に挑む〜瀬戸大橋とび職の技〜」（1986年11月10日放送、NHK）に登場。
- 『奇跡体験!アンビリバボー』

「瀬戸大橋建設！一人の男のアンビリバボーな生き様」（2021年6月24日放送、フジテレビ）に登場。